# Steingutfabrik zu Damm

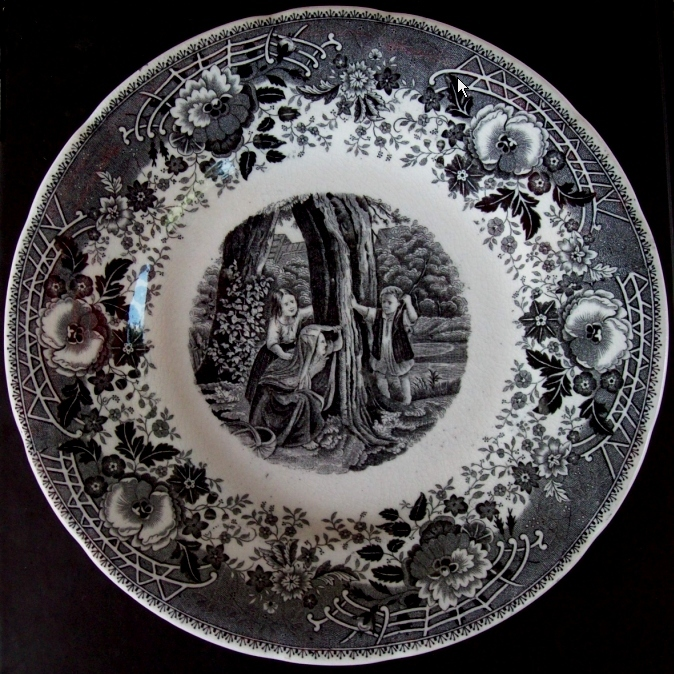
Teller „Hänsel, Gretel und Kusperhexe“ (Märchenserie)

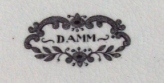
Geschirrmarke

Die Steingutfabrik zu Damm produzierte Steingut, das im Volksmund „Dammer Porzellan“ genannt wurde.

## Geschichte

### Gründung
1804 erhielt der 1797 in Aschaffenburg zugezogene „Fürstlich Löwenstein-Wertheim'sche Hofrat, der Arznei- und Wundarznei-Kunde Doktor“ Franz Seraph Czihak das Privilegium zur Führung einer englischen Steingutfabrik. Es fanden sich keine Geldgeber, sodass eine Produktion nicht aufgenommen wurde. 1827 waren es dann zwei Konzessionäre, die sich um die Steingutherstellung im heutigen Stadtteil Damm der Stadt Aschaffenburg bewarben: Anselm Strauß auf der Gemarkung Aschaffenburg und Anna Maria Müller in der damals selbständigen Landgemeinde Damm.
Anselm Franz Strauß (1780–1830) war Gründer der Apotheke „Zum Vogel Strauß“, Professor an der Aschaffenburger Karlsuniversität (1808) und ab 1809 am Aschaffenburger Forstinstitut. Strauß wurde am 4. Dezember 1827 das Privileg verliehen, eine besondere Masse für gebranntes Steingut herzustellen, welcher Talkerde (Magnesiumsilikathydrat) beigemischt wurde, die Strauß aus der Mutterlauge der Orber Saline gewann. Das Privileg umfasste außerdem „die eigenthümliche Behandlung einer Kiesel-Natrum und talkhaltigen Masse zu Steingut ohne Brand“. Die Masse wurde mittels Wasserglas gebunden, das erstmals 1818 durch den Chemiker Johann Nepomuk von Fuchs hergestellt worden war. Zu den übrigen Bestandteilen der Stein- und Irdengutmassen sollten lt. Privileg gehören: weiße und farbige Tonerden aus Damm, Aschaffenburg, Großostheim, Wenigumstadt, Kleinwallstadt, Großwallstadt und Klingenberg, dann Quarz, Quarzsand und Feuerstein aus Aschaffenburg, Feldspat aus Mainaschaff und verwitterter, kohlensauerer Kalk aus Homburg am Main. Je nach Mengenverhältnis der zugegebenen Erden konnten aus der Steingutmasse unterschiedliche keramische Produkte von einfarbigem Sanitätssteingut über Gebrauchsgeschirr mit Dekor bis hin zu Keramikbüsten geformt werden. Die „Steingut-Fabrique A. F. Strauß und Comp.“ nahm die Produktion in der Aschaffenburger Haselnussmühle auf. Aber schon 1829 verzichtete Strauß freiwillig auf sein Privileg: Aus der ausgehärteten, aber ungebrannt gebliebenen Steingutmasse löste sich das Natrum (Natron). Das ungebrannte Steingut wurde aus gesundheitlichen Gründen für Koch- und Trinkgeschirr nicht länger zugelassen.
Der Frankfurter Handelsmann Heinrich Franz Metz, Geldgeber für das Unternehmen, übernahm noch im selben Jahr alle Anteile. Anselm Strauß starb am 8. April 1830 in Aschaffenburg. Die Steingutfabrik bei der Haselnussmühle wurde am 4. Juni 1833 öffentlich versteigert. Im Urkataster 1845 ist das ca. 3300 m² große Betriebsgrundstück am Glattbach mit drei kleineren Gebäuden und einem Schlot dargestellt. Im Fränkischen Museum Würzburg gab es zumindest noch in den 1920er Jahren mehrere Teller mit reliefierten Traubenranken am Rande und mit dem Stempel „F. Metz Aschaffenburg“.
Anna Maria Müller, die Witwe des ehemaligen kurmainzischen Hofkontrolleurs Arnold Müller – beide waren 1803 nach Aschaffenburg zugezogen – begann eine Woche nach Anselm Strauß mit der Müller’schen Fabrik in der Dammer Herrenmühle mit der Herstellung von Dammer Steingut.
Ihr zweitältester Sohn Dr. phil. Daniel Ernst Müller (* 3. April 1797 Mainz; † 28. Juli 1868 Aschaffenburg) stand ab 1818 im bayerischen Forstdienst in Aschaffenburg. Er war auch Inhaber der Müller’schen Steingutfabrik in Damm, zusammen mit seinem Schwager Jakob Heinrich von Hefner-Alteneck führten sie die Dammer Erzeugnisse zum Erfolg. Während Hefner als künstlerischer Beirat die Fertigung beeinflusste sorgte Müller mit dem Besuch von nationalen und internationalen Ausstellungen für Anerkennung. Man fertigte Gebrauchsgeschirr wie Ess-, Kaffee- und Waschservice. „Dieses leichtgeformten und gut gebrannten Geschirre von weißem und bedrucktem Gute empfehlen sich ebenso durch ihr äußeres gefälliges Aussehen als durch die Billigkeit der Preise. Der farbige Überdruck ist vollendet zu nennen und wird von keiner Fabrik des Auslandes übertroffen“, so lautet das Urteil über die Dammer Steingutwaren bei der Industrie-Ausstellung in München 1835.

### Blütezeit
Die Glanzzeit der Müllerschen Steingutfabrik, zu der auch die Mechenharder Tongruben bei Klingenberg gehörten, begann 1840, als die Herstellung von Figuren nach Formen der ehemaligen Kurmainzer Porzellanmanufaktur in Höchst hinzukam. „Diese fast ausschließlich aus Modellen des berühmten Modelleurs J. P. Melchior Formen wurden in Steingut nachgearbeitet, fanden über einige Jahrzehnte glänzenden Absatz und sicherten Damm seinen Ruf als Produktionsstätte figürlicher Steinguterzeugnisse.“ Als Sammlerobjekte, (Marke: „sechsspeichiges Mainzer Rad mit D“ oder Schriftzug „DAMM“) sind sie heute begehrt. Zu den übernommenen Modellen zählen schelmische Knaben- und Mädchendarstellungen (Bauernmusikant, das zerbrochene Ei, Knabe, Seifenblasen machend, Mädchen mit der Birne Mädchen mit Taube,) und Kindergruppen (Der gestörte Schlummer, Ringende Knaben, Tanzende Kinder), der Kaiser von China, der Türkenpascha und Venus mit Amor.
Es wurden aber auch Eigenmodelle produziert, überwiegend im sakralen Bereich, wie Moses, segnender Christus, Kalvarienberg, die Zwölf Apostel, und im profanen Bereich, wie der Eisenhannes, der Schnupfer, der Pfeifenstopfer.
Im Jahr 1845 umfasste das insgesamt ca. 7000 m² große Betriebsgelände Flächen der ehemaligen Herrenmühle, heute Fa. Letron, und ein größeres Anwesen auf der gegenüberliegenden Straßenseite hinter der damaligen Dammer Kirche. Dort befand sich auch ein kreisrundes Gebäude (Außendurchmesser 12,5 m), an das von Norden und von Süden her weitere Fabrikgebäude angebaut waren – offenbar der Brennofen, dessen unterirdischer Feuerraum bis vor einigen Jahren erhalten geblieben war. An seiner Stelle befindet sich heute das Wohnhaus Dorfstraße 7c. Die abgerundeten Gebäudeecken der nicht mehr bestehenden, 1845 vorhanden gewesenen Gebäude im südwestlich anschließenden heutigen Garten des Wohnhauses Dorfgasse 7c geben Anlass zu der Vermutung, dass dort ein weiteres rundes Bauwerk dieses Typs bestanden haben könnte. Dammer Steingut wurde auf der Allgemeinen Industrie-Ausstellung 1854 in München, auf der Allgemeinen Pariser Ausstellung von Erzeugnissen der Landwirtschaft, des Gewerbefleißes und der schönen Künste 1855, auf der Kreis-Industrie-Ausstellung von Unterfranken und Aschaffenburg 1858 in Würzburg und auf der Wiener Weltausstellung 1873 ausgestellt.

### Niedergang
Der Aufwärtstrend der Dammer Steingutfabrik nahm sein Ende, als 1860 der in Frankfurter Warengroßhändler Caspar Marzell die Fabrik kaufte. Die zunehmenden Schwierigkeiten bei der Herstellung und beim Absatz der Erzeugnisse führten im Frühjahr 1880 zur Zwangsversteigerung der Fabrik, der Höchster Figuren- und Gruppenformen. Unter den neuen Besitzern, zunächst dem Frankfurter Fruchthändler Levi Lindenbaum und anschließend dem Privatier Heinrich Dahlem und dem „Mühlenarzt“ Ignaz Fertig, kam es zu keiner geregelten Fabrikation mehr.
1885 errichtete Dahlem auf dem Fabrikgelände eine Buntpapierfabrik.
Die Höchster und Dammer Figurenformen gingen 1886/87 durch Kauf an die Steingutfabrik F. A. Mehlem in Bonn, 1903 wurden sie an die Firma Dressel, Kister & Co. Passau, weiterverkauft, die dann unter blauem Rad und Bischofsstab Porzellan-Ausformungen herstellte.